# Hans Jørgen Renner Mortensen
Hans Jørgen Renner Mortensen (født 11. september 1948 i Fuglse på Lolland, død 12. marts 2025) var en dansk jurist, regionschef og fagchef i skattevæsenet.

## Karriere
Hans Jørgen blev født i 1948 i Fuglse som søn af parcellist Povl Mortensen og Karen Mortensen, født Bonde. Hans Jørgen blev student fra Maribo Gymnasium i 1967 og cand.jur. fra Københavns Universitet i 1975. Samme år blev han ansat som fuldmægtig i Statsskattedirektoratet, hvorefter han havde en lang karriere indenfor skattevæsenet, som kulminerede i en stilling som regionschef for Told- og Skatteregion Viborg 2000-2002, fagchef for ToldSkat Østjylland 2002-2006 og fagchef i SKAT 2006-2011. Han var desuden censor ved Aarhus Universitet fra 1998 til 2014.
Berlingske Tidende betegnede ham i et portræt i anledning af hans 50-års-fødselsdag som en af Danmarks helt tunge juridiske skattestrateger. På det tidspunkt havde han i lang tid være udlånt fra sit egentlige job i Viborg til Told- og Skattestyrelsen i København, hvor han som midlertidig afdelingschef blandt andet forberedte den statslige overtagelse af selskabsbeskatningen fra kommunerne. Udover sit hovedjob var han i en årrække medforfatter til bogen SKATTEN, som længe var en bestseller i den årlige selvangivelsestid.

## Privatliv
Hans Jørgen blev i 1994 gift med konsulent og cand.jur. Dorte Borup Madsen.

## Andet
Mortensen var optaget i Kraks Blå Bog og ridder af Dannebrog.